# Nocarodes znojkoi
Nocarodes znojkoi är en insektsart som beskrevs av Miram 1938. Nocarodes znojkoi ingår i släktet Nocarodes och familjen Pamphagidae. Inga underarter finns listade i Catalogue of Life.